# Diablo II
Diablo II é um jogo eletrônico de RPG de ação e hack and slash desenvolvido pela Blizzard North e publicado pela Blizzard Entertainment para Microsoft Windows e Mac OS Classic em 2000. Ele é a sequência direta de Diablo (1997).
O jogo, com seus temas de fantasia sombria e terror, foi concebido e projetado por David Brevik e Erich Schaefer, que, com Max Schaefer, atuaram como líderes de projeto no jogo. Os produtores foram Matthew Householder e Bill Roper. O jogo foi desenvolvido em um período de três anos, com um tempo de crunch de um ano e meio.
Situado logo após os eventos de Diablo, o jogador controla um novo herói, tentando impedir a destruição desencadeada pelo retorno de Diablo. Os quatro atos do jogo apresentam uma variedade de locais e cenários para explorar e lutar, além de um elenco maior de personagens para jogar e interagir. Partindo do sucesso de seu antecessor e melhorando a jogabilidade, tanto em termos de progressão atualizada dos personagens quanto de uma história melhor desenvolvida, Diablo II foi um dos jogos mais populares de 2000 e foi citado como um dos melhores jogos de todos os tempos. Os principais fatores que contribuíram para o sucesso do jogo incluem a continuação dos temas de fantasia populares do jogo anterior e o acesso ao serviço de jogo online gratuito da Blizzard, o Battle.net.
Uma expansão para o jogo, Diablo II: Lord of Destruction, foi lançada em 2001. Uma sequência, Diablo III, foi lançada em 15 de maio de 2012. Diablo II: Resurrected, uma versão remasterizada de Diablo II que também inclui a expansão Lord of Destruction, foi lançado em 23 de setembro de 2021. Diablo II: Resurrected tornou o jogo disponível com dublagem em português pela primeira vez.

## Jogabilidade
O enredo de Diablo II progride em quatro capítulos ou “atos”. Cada ato segue um caminho predeterminado, mas a região selvagem e as masmorras entre as áreas principais são geradas aleatoriamente. O jogador avança na história concluindo uma série de missões em cada ato, além de haver masmorras secundárias opcionais com monstros e experiência adicionais. Em contraste com o primeiro Diablo, cujos níveis consistiam em descer cada vez mais fundo em uma masmorra com tema gótico e no Inferno, os ambientes de Diablo II são muito mais variados. O Ato I é semelhante ao Diablo original; o Acampamento de Ladinos é um simples forte de paliçada, com planícies e florestas boreais compondo a área selvagem, e o Monastério se assemelha a uma típica fortaleza medieval. O Ato II imita o deserto e as tumbas do Egito Antigo; Lut Gholein se assemelha a uma cidade e um palácio do Oriente Médio durante as Cruzadas. O Ato III é supostamente baseado nas selvas da América Central; Kurast é inspirado na civilização Maia. O Ato IV ocorre no Inferno e é o mais curto, com apenas três missões, em comparação com os outros Atos, que têm seis.
A expansão Lord of Destruction adiciona o quinto capítulo, o Ato V, que continua a história de onde o Ato IV parou. O estilo do Ato V é principalmente montanhoso, já que o jogador sobe o Monte Arreat, com platôs alpinos e túneis e cavernas gelados. Portais ocasionais podem levar o jogador a masmorras no Inferno (vistas no Ato IV) para obter mais monstros e experiência. Depois de chegar ao topo de Arreat, o jogador ganha acesso ao Worldstone Keep.
Além dos atos, há três níveis de dificuldade sequenciais: Normal, Pesadelo e Inferno; ao concluir o jogo (quatro atos no original ou cinco atos na expansão) em uma configuração de dificuldade, o próximo nível será aberto. Nas dificuldades mais altas, os monstros são mais variados, mais fortes e podem ser resistentes ou imunes a um elemento ou dano físico; a experiência é reduzida ao morrer e as resistências do jogador são prejudicadas. No entanto, os jogadores recebem itens melhores à medida que avançam nas dificuldades mais altas. Um personagem mantém todas as habilidades e itens entre as dificuldades e pode retornar a uma dificuldade mais baixa a qualquer momento, embora não seja possível repetir as missões que já foram concluídas.
Os jogadores podem criar um personagem “hardcore”. No modo normal, o jogador pode ressuscitar seu personagem se for morto e continuar jogando, enquanto um personagem hardcore tem apenas uma vida. Se for morto, o personagem estará permanentemente morto e não poderá ser jogado. Além disso, todos os itens e equipamentos desse personagem serão perdidos, a menos que outro personagem amigo tenha o ícone “loot” marcado. Os personagens padrão e hardcore jogam em canais online separados; portanto, um jogador hardcore nunca pode aparecer na mesma sessão de jogo que um jogador padrão.

### Classes

As cinco classes de personagem disponíveis em Diablo II, vistas em uma cinemática antes da seleção. Da esquerda para a direita: Amazona, Necromante, Bárbaro, Feiticeira e Paladino.

Diablo II permite que o jogador escolha entre cinco classes de personagens diferentes: Amazona, Necromante, Bárbaro, Feiticeira e Paladino. A expansão Lord of Destruction adiciona duas novas classes, Druida e Assassina. Cada personagem tem diferentes pontos fortes, pontos fracos e conjuntos de habilidades para escolher, além de atributos iniciais variados. O nível máximo que qualquer personagem pode obter é o nível 99.
A Amazona é uma poderosa guerreira que vem das bandas nômades situadas perto das Planícies do Mar do Sul. Naquele lugar encontram-se vários grupos que viajam constantemente para diferentes lugares, ao mesmo tempo fazendo muitos e diversos tipos de amizades com outras civilizações que moram lá. Então, a Amazona torna-se parte de um dos grupos, e é obrigada a aprender a lutar e se defender pelo caminho da viagem. Esse estilo de vida ensina a ela a usar equipamentos pesados, como Armaduras e Armas em sua jornada. A Amazona pertence ao grupo das Rogues, que são famosas por possuírem habilidades especiais para usar o arco e flecha. Mas, diferentemente das outras Rogues, a Amazona, além de poder usar o arco e flecha, ela tem também habilidades para usar as lanças e arpões; O Necromante é um mago que usa seus poderes para ressuscitar os mortos e controlá-los para que obedeçam aos seus propósitos além do uso de venenos. Embora as metas do Necromante sejam na maioria das vezes alinhadas com as forças do bem, algumas pessoas ignoram tal fato, por ele ser uma figura aparentemente assombradora e muito sinistra. O Necromante não luta nem pelo bem nem pelo mal, ele luta para que o equilíbrio no mundo se mantenha. Muitas e longas horas de estudo de magias negras na escuridão deixaram o Necromante pálido e deformaram sua figura tornando-a esquelética além de mesmo jovem ter cabelos brancos. Algumas pessoas o desprezam pelo seu jeito, modos e personalidade sombrios, mas ninguém duvida que o Necromante realmente possui poderes de necromancia, ressuscitando os mortos e controlando-os, pois ele é um personagem nascido de um dos mais terríveis pesadelos;
O Bárbaro é um sujeito que pertence de uma das muitas tribos Bárbaras da região. Ele nunca aceita aqueles que considera fracos e covardes. Constantes guerras na região onde o Bárbaro morava fizeram com que ele treinasse e se adaptasse bem ao ambiente e a suas guerras para sobreviver. O Bárbaro passou por muitas batalhas hostis e violentas na época. Isso fez com que ele se tornasse realmente forte e muito bem adaptado ao ambiente, dessa maneira se transformando em uma máquina. Os Bárbaros são famosos por possuírem habilidades especiais para usar armas pesadas (como o machado, espadas, etc...); com a sua imensa força e poderes sobrenaturais o Bárbaro consegue segurar em uma só mão uma Espada Pesada, ou segurar nas duas mãos duas espadas ou até mesmo machados (qualquer arma que não seja da classe Heavy, como a Maul); A Feiticeira é uma rebelde que roubou os segredos da magia de um grande mago que morava no Leste. Com isso, se tornou uma famosa feiticeira na cidade em que morava. Embora suas habilidades de usar a espada e o escudo sejam mais baixas do que a da maioria dos Guerreiros da cidade, suas magias são ferozes e muito poderosas, tanto ofensivas, quanto defensivas. No ponto de vista dos demais moradores da cidade, a Feiticeira pode parecer um tanto caprichosa e também rancorosa; O Paladino é um guerreiro santo, que também derrubou as forças do poderoso Leoric, é puro de coração e a vida inteira segue os ensinamentos de Zakarum: os poderes da Luz. Um guerreiro batalhador cuja fé é o próprio escudo. Ele sempre faz o que deve fazer e o que acha mais certo a fazer. Seu ponto forte é a Espada e o Escudo. Para o Paladino não importa a força da sua Espada ou a durabilidade de seu Escudo, ele sempre usa os dois equipamentos não com a sua força, mas sim com a sua alma e seu espírito bondoso. Algumas pessoas o chamam de Paladino de Zelote, mas muitos reconhecem nele a sua bondade e força;
O Druida é um personagem muito diferente se comparado aos outros do jogo. Sua história foi um drama cheio de aventuras e perigos. Os Druidas eram uma raça de guerreiros nômades e reis que foram retirados de sua terra natal pelos bárbaros que viviam lá. Com isso, os Druidas não tiveram outra opção a não ser partir para a jornada em busca de um lugar para morar, governar e criar o seu novo povo. Em sua jornada, tiveram de passar por muitas e diversas florestas, e com isso aprenderam facilmente a ter acesso a forças da natureza. Logo os Druidas conseguiram controlar a mente de quase todos os animais selvagens e espíritos das florestas, fazendo-os lutar e obedecer aos seus propósitos; A Assassina é parte de uma ordem originada e fundada pelo Horadrim, destinada a caçar e eliminar Feiticeiras corrompidas. Carregando habilidades secretas para combater e resistir às habilidades mágicas de seus oponentes, a Assassina possui muitos truques na manga, como armadilhas e alguns mecanismos infernais; ela também é master em arte marciais e conta com grandes poderes mentais. Muitas pessoas não sabem nada sobre a Assassina, mas ela é temida e respeitada por todos os que conhecem as artes mágicas.
O jogador pode solicitar a ajuda de um mercenário (controlado por computador) de um capitão mercenário na cidade; Rogue Scouts (arqueiros com habilidades de amazonas), Desert Mercenaries ou Town Guards (lutadores corpo a corpo com auras de paladino), Iron Wolves (lançadores de feitiços elementais com capacidade ocasional de combate corpo a corpo) e Barbarians (lutadores corpo a corpo com muitos pontos de vida), dos Atos I, II, III e V, respectivamente. Na versão original do jogo, os mercenários não seguiam o jogador em diferentes Atos, nem eram revividos se fossem mortos. A expansão permite que os jogadores mantenham seus mercenários durante todo o jogo, além de equipá-los com armaduras e armas. Além disso, os mercenários ganham experiência e atributos como o jogador, embora seu nível não possa ultrapassar o do personagem principal.
Em Heroes of the Storm (2015), os personagens jogáveis Cassia e Xul representam as classes Amazona e Necromante, respectivamente.

### Itens
Diablo II usa um sistema de equipamentos gerados aleatoriamente semelhante ao do Diablo original, mas mais complexo. As armas e armaduras são divididas em vários níveis de qualidade: normal, mágico, conjunto, raro e exclusivo. Os itens de qualidade normal são itens básicos com um conjunto fixo de propriedades básicas, como requisitos de atributos, durabilidade máxima, classificação de armadura (em armaduras), chance de bloqueio (em escudos), dano e velocidade de ataque (em armas). Os itens de qualidade mágica têm nomes azuis e um ou dois bônus selecionados aleatoriamente, como atributos de bônus, habilidades ou dano, indicados por um prefixo ou sufixo. Os itens de qualidade raros têm nomes amarelos gerados aleatoriamente e de 2 a 6 propriedades aleatórias. Itens exclusivos têm nomes fixos em texto dourado e, em vez de propriedades aleatórias, têm um conjunto de 3 a 8 propriedades pré-selecionadas. Os itens de conjunto com nome verde têm nomes fixos e propriedades pré-selecionadas, como os itens exclusivos, e pertencem a conjuntos especificamente nomeados de 2 a 6 itens. Propriedades adicionais conhecidas como bônus de conjunto são ativadas ao equipar vários ou todos os itens do mesmo conjunto. Esses são temáticos para indivíduos, como o bastão, o escudo e o amuleto de Civerb, cada um dos quais oferece bônus individuais que são aprimorados se dois ou mais itens forem usados para equipar um personagem. Não é comum encontrar mais de um item de um conjunto em uma única jogada do jogo, portanto, os colecionadores precisam jogar o jogo várias vezes para acumular todos os itens de um conjunto ou comprá-los online de outros jogadores que os possuem, mas não precisam deles. Além disso, os itens podem ter soquetes, que podem ser usados para aprimorar itens adicionando gemas para obter vários bônus.
Diablo II inclui um sistema de criação de itens. Um item chamado Horadric Cube é usado para combinar dois ou mais itens e criar um novo item. Por exemplo, três gemas idênticas de qualidade inferior podem ser combinadas para criar uma única gema de qualidade superior, e três pequenas poções de rejuvenescimento podem ser combinadas para criar uma única poção de rejuvenescimento mais poderosa.

### Modo multijogador
Diablo II pode ser jogado em modo multijogador em uma rede local (LAN) ou no serviço online Battle.net da Blizzard. Ao contrário do Diablo original, Diablo II foi criado especificamente pensando em jogos online. Vários feitiços (como auras ou gritos de guerra) multiplicam sua eficácia se forem lançados em um grupo e, embora ainda existam masmorras, elas foram substituídas em grande parte por espaços abertos.
O Battle.net é dividido em reinos “Abertos” e “Fechados”. Os personagens de um jogador podem ser jogados em reinos abertos; somente os personagens do Battle.net armazenados nos servidores da Blizzard podem ser jogados em reinos fechados como uma medida anti-trapaça, onde devem ser jogados pelo menos uma vez a cada 90 dias para evitar a expiração. Os jogos abertos estão sujeitos a todos os tipos de abusos, pois os personagens são armazenados nos discos rígidos dos próprios jogadores. Muitas trapaças que eram usadas em reinos fechados não existem ou não funcionam mais.
Como o jogo pode ser jogado de forma cooperativa, grupos de jogadores com conjuntos específicos de habilidades complementares podem terminar algumas das batalhas culminantes do jogo em questão de segundos, oferecendo fortes incentivos para a criação de personagens orientados para o grupo. Até oito jogadores podem estar em um jogo; eles podem se unir em um único grupo, jogar individualmente ou formar vários grupos adversários. A experiência adquirida, os pontos de vida e o dano dos monstros e o número de itens derrubados aumentam à medida que mais jogadores entram em um jogo, embora não de maneira estritamente proporcional. Os jogadores podem duelar entre si com todos os danos sendo reduzidos no modo jogador contra jogador. A recompensa por uma morte bem-sucedida em JvJ é uma parte do ouro e a “orelha” do jogador derrotado (com o nome e o nível do proprietário anterior no momento da morte).
O Sistema de Ranqueamento é reiniciado em vários intervalos pela Blizzard para permitir que todos os jogadores comecem do zero com novos personagens em pé de igualdade. As temporadas de ranqueamento duraram de seis meses a mais de um ano. Quando uma temporada de ranqueamento termina, todos os personagens do ranqueamento são transferidos para a população não ranqueada. Certos itens raros estão disponíveis apenas em jogos de ranqueamento, embora possam ser negociados e trocados em jogos que não sejam de ranqueamento após o término da temporada.
O jogo recebeu muitas correções; é impossível determinar o número exato de correções, pois o Battle.net tem a capacidade de fazer pequenas correções no lado do servidor para resolver bugs urgentes. Em fevereiro de 2022, o jogo estava na versão 1.14d.

## Enredo
Diablo II se passa após o final do jogo anterior, Diablo, no mundo de Santuário. Em Diablo, um guerreiro sem nome derrotou Diablo e tentou conter a essência do Senhor do Terror em seu próprio corpo. Desde então, o herói foi corrompido pelo espírito do demônio, fazendo com que os demônios entrassem no mundo ao seu redor e causassem estragos.
Um grupo de aventureiros que passa pelo Acampamento Rogue ouve essas histórias de destruição e tenta descobrir a causa do mal, começando por esse “Dark Wanderer” corrompido. À medida que a história se desenvolve, a verdade por trás dessa corrupção é revelada: as pedras da alma foram originalmente planejadas para aprisionar os Males Supremos depois que eles foram banidos para o reino mortal pelos Males Menores. Com a corrupção da pedra da alma de Diablo, o demônio é capaz de controlar o Dark Wanderer e tenta libertar seus dois irmãos, Mefisto e Baal. Baal, unido ao mago Tal-Rasha, está aprisionado em uma tumba perto de Lut Gholein. Mefisto está preso no templo da cidade oriental de Kurast.
À medida que a história avança, cenas cortadas mostram a jornada do Dark Wanderer enquanto um vagabundo chamado Marius o segue. Marius, agora em um manicômio, narra os eventos para um visitante encapuzado, que ele inicialmente acredita ser o Arcanjo Tyrael. O jogador percebe que a missão do Dark Wanderer é reunir-se com os outros males principais, Baal e Mephisto. A história é dividida em quatro atos:
Ato I – O novo herói aparece nas proximidades de onde ocorreram os eventos no Diablo. Existe um acampamento de Amazonas que foram expulsas de seu monastério por uma demônia chamada Andariel, a Senhora do Tormento, que é morta no final deste ato.
Ato II – Após derrotar Andariel e abrir os portões do monastério, o novo herói segue com a caravana de Warriv para uma cidade na costa chamada Lut Gholein. Em algum lugar do enorme deserto que cerca a cidade está a tumba de Tal'Rasha, onde o demônio Baal está aprisionado. O herói descobre que Diablo está se dirigindo para a tumba e faz enormes esforços para conseguir impedi-lo de libertar seu irmão Baal. Diablo, no entanto, foi mais rápido, e, após encontrar a tumba, derrotar o anjo Tyrael que a guardava e libertar Baal, ele sela esta tumba e deixa um de seus irmãos menores, Duriel, o Senhor da Agonia, guardando-a. O herói encontra Duriel e após derrotá-lo percebe que chegou tarde.
Ato III – Cercada por enormes florestas tropicais, o jogador encontra as Docas de Kurast, onde, segundo Tyrael, se escondia Mephisto, o último dos 3 irmãos e o Senhor do Ódio. Segundo Tyrael, Diablo e Baal procuravam encontrá-lo e ele precisava ser destruído. Após uma longa busca, o herói encontra o templo de Zakarum, e em suas profundezas, Mephisto, que guardava o portal para o inferno. Após uma feroz luta, o herói derrota Mephisto, guardando a pedra da almas safira do demônio, e entra no portal.
Ato IV – O jogador encontra a Fortaleza Pandemônio, um forte que funcionava como um posto avançado da luz nas terras do inferno, onde o herói destrói na Forja Infernal a pedra da almas de Mephisto, impedindo-o de se manifestar no mundo material. Ele então encontra um Santuário do Caos, onde abre 5 selos para finalmente enfrentar Diablo, o Senhor do Terror, numa luta frente a frente. Com dificuldade, ele derrota Diablo.
No epílogo, Marius indica que estava fraco demais para entrar no Inferno e que teme os efeitos da pedra sobre ele. Ele entrega a pedra da alma ao seu visitante. O visitante revela ser, na verdade, Baal, o último Mal Supremo sobrevivente, agora de posse de sua própria pedra da alma. Ele então mata Marius e incendeia o manicômio.
A história continua no Ato V, na expansão Diablo II: Lord of Destruction, onde Baal tenta corromper a mítica Pedra do Mundo no Monte Arreat. Ao retornar à Fortaleza do Pandemônio depois de derrotar Diablo, Tyrael abre um portal para enviar os aventureiros a Arreat.

## Desenvolvimento
Diablo II foi anunciado pela Blizzard em 1997, com lançamento planejado para o primeiro trimestre de 1998. De acordo com o designer e líder do projeto, Erich Schaefer, “Diablo II nunca teve um documento de design oficial e completo... na maior parte do tempo, começamos a inventar coisas novas.” O jogo deveria ter dois anos de trabalho de desenvolvimento, mas a Blizzard North levou mais de três anos para finalizá-lo. Diablo II, apesar de ter menos de um por cento do código original de Diablo e de ter grande parte de seu conteúdo e codificação interna feitos do zero, foi visto pelos testadores como “mais do mesmo”. O jogo foi planejado para ser lançado simultaneamente na América do Norte e internacionalmente. Isso permitiu que o departamento de marketing e relações públicas da Blizzard North concentrasse seus esforços em criar entusiasmo nos jogadores de todo o mundo na primeira semana de vendas, contribuindo para o sucesso do jogo. A arte da capa desenhada por Gerald Brom originalmente tinha um buraco na testa do personagem, mas o buraco foi escondido após o massacre de Columbine. Mais de 70 pessoas trabalharam no jogo.
De acordo com David Brevik, uma segunda expansão além de Lord of Destruction estava nos estágios de concepção na Blizzard, mas nunca chegou ao estágio de produção. Além de adicionar novas classes, áreas, monstros e itens, a expansão teria trazido mais elementos de um MMO, com elementos como salas de guildas. Brevik disse que a expansão foi engavetada quando a maior parte da equipe da Blizzard North deixou a empresa por volta de junho de 2003.

## Remasterização
Uma remasterização do original e da expansão, intitulada Diablo II: Resurrected, foi lançada em 2021 para Windows, PlayStation 4, PlayStation 5, Xbox One, Xbox Series X/S e Nintendo Switch. A remasterização inclui gráficos atualizados e nova renderização das cenas do jogo, e suporta progressão cruzada entre as diferentes plataformas. A versão remasterizada suporta recursos online para jogadores dentro da mesma família de consoles, mas não cooperativa local. O jogo entre plataformas não estava disponível no lançamento. O jogo também apresenta melhorias na qualidade de vida que a Blizzard pôde implementar aproveitando as vantagens dos computadores e consoles modernos, incluindo suporte para controles em todos os sistemas, meios mais fáceis de identificação de itens e estoques compartilhados de itens entre todos os personagens de um jogador. No entanto, os designers dispensaram elementos como marcadores de missões, comuns nos jogos modernos, preservando o máximo possível da experiência original e tornando a remasterização quase totalmente inalterada em relação ao Diablo II original.

## Recepção
Diablo II recebeu análises "geralmente positivas" da crítica especializada, de acordo com o agregador de críticas Metacritic. O jogo foi elogiado por sua jogabilidade, suas masmorras geradas automaticamente, seu sistema de itens, sua criação de personagens e seu modo multijogador. Entretanto, críticos destacaram seus gráficos ultrapassados para a época, sua história fraca e sua grande quantidade de bugs no lançamento.
Greg Vederman analisou a versão para PC do jogo para a Next Generation, classificando-a com cinco estrelas de cinco, e afirmou que “Diablo II é um título obrigatório para PC. Isso é tudo.” Cameron Hamm, da RPGFan, afirmou que o jogo é "essencialmente a sequência perfeita – é mais do mesmo", e que o jogo possui uma "jogabilidade simples mas impressionantemente viciante." Entretanto, o jornalista teve de dar uma nota mais baixa do que daria a Diablo II "simplesmente graças a todos os bugs e problemas técnicos." Stefan Janicki, da GameSpot, destacou que "apesar de seus gráficos parecerem um pouco ultrapassados, Diablo II tem um valor de replay incrível e, mais importante, oferece muita jogabilidade viciante tanto no modo para um jogador quanto no modo multijogador." Jeffrey Chen, da IGN, concordou que "se você tem a vontade de matar, matar, matar [...] Diablo II fornece tudo o que você precisa," mas adicionou que "caso você não seja uma pessoa que gosta de jogos multijogador e queira algo mais interativo, deve tentar Baldur's Gate em vez dele."

### Prêmios e listas
Diablo II ganhou o prêmio de segundo lugar da Escolha do Leitor de 2000 da GameSpot como jogo de RPG do ano, atrás apenas de Baldur's Gate II: Shadows of Amn. O jogo foi premiado como “Jogo de RPG para PC do Ano”, “Jogo de PC do Ano” e “Jogo do Ano” pela Academia de Artes & Ciências Interativas durante o 4th Annual Interactive Achievement Awards. Em agosto de 2016, Diablo II ficou em 21º lugar na lista dos 50 melhores jogos eletrônicos de todos os tempos da Time, e em 8º lugar na lista dos “100 melhores RPGs de todos os tempos” da Game Informer.

### Vendas
Em seu dia de estreia, Diablo II vendeu 184.000 unidades. As vendas globais do jogo atingiram 1 milhão de cópias após duas semanas e 2 milhões no mesmo ano. O jogo foi premiado com um lugar no Guinness Book of World Records edição de 2000 por ser o jogo de computador vendido mais rapidamente, com mais de 1 milhão de unidades vendidas nas duas primeiras semanas de disponibilidade. Em 2000, 33% das cópias foram vendidas fora dos Estados Unidos, sendo a Coreia do Sul o maior mercado internacional. Até 21 de junho de 2001, Diablo II havia vendido 4 milhões de cópias em todo o mundo.